# Nigel Wright
Nigel Wright (* 13. Juni 1955 in Bristol) ist ein englischer Keyboarder und Musikproduzent.

## Leben
Wright spielte in seiner Jugend in lokalen Blaskapellen, Pop- und Tanzbands. 1976 zog er nach London. Dort wurde er als Keyboarder und Produzent Mitglied der Jazz- und Funkband Shakatak, deren Alben er in den 1980er Jahren produzierte. Schließlich gab er seine Aktivität als Musiker auf, um sich auf seine Laufbahn als Plattenproduzent zu konzentrieren.
Er produzierte u. a. Hits von Imagination, Sonia und Take That, bevor er Anfang der 1990er Jahre Koproduzent der Alben von Andrew Lloyd Webber – beginnend mit Joseph and the Amazing Technicolor Dreamcoat – wurde. Weitere Projekte aus dieser Zeit waren ein Cast-Album von Grease, der Eröffnungssong der Olympischen Sommerspiele 1992 mit José Carreras und Sarah Brightman und Songs aus Sunset Boulevard mit Barbra Streisand und Elaine Paige. In der zweiten Hälfte der 1990er Jahre produzierte er Alben u. a. mit Jose Carreras, Robson & Jerome, Michael Ball, Maria Friedman, The Woolpackers und Steven Houghton.
In der Folgezeit weitete Wright seine Aktivitäten auf Film und Fernsehen aus. Unter anderem produzierte er für Alan Parkers Film Evita den Soundtrack und ein Album mit Madonna, Jimmy Nail und Antonio Banderas.